# HD 171779
HD 171779，又名BD+52 2238，SAO 31051、HR 6983，是一颗恒星，视星等为5.36，位于銀經81.23，銀緯23.73，其B1900.0坐标为赤經18h 31m 40.5s，赤緯+52° 23.73′ 26″。